# Division No 5 (Manitoba)
Pour les articles homonymes, voir Division No 5.
La division No 5 est une des divisions de recensement du Manitoba (Canada).

## Liste des municipalités

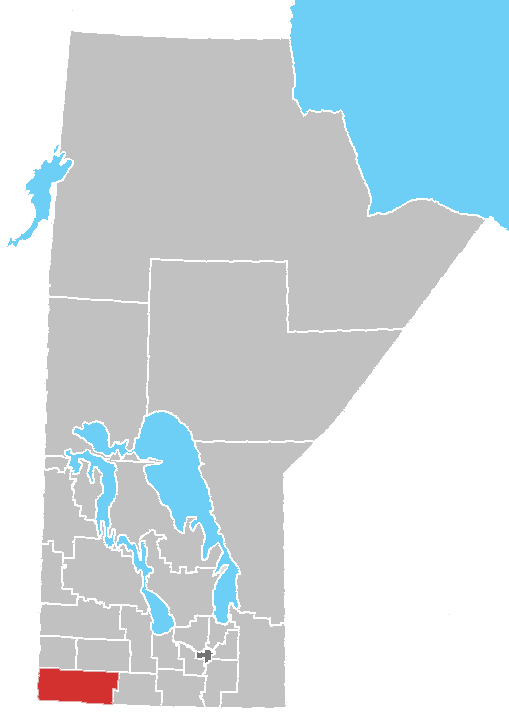
Localisation de la division No 5

Municipalité rurale
- Albert
- Arthur
- Brenda
- Cameron
- Edward
- Killarney-Turtle Mountain
- Morton
- Riverside (en)
- Strathcona (en)
- Whitewater
- Winchester

Ville (Town)
- Boissevain
- Deloraine
- Hartney
- Melita

Village
- Waskada